# Ефекат хидре
Ефекат хидре или хидрин парадокс своје име дугује грчкој легенди о лернејској хидри којој уместо једне одсечене главе израсту две нове, а користи се фигуративно за контра-интуитивне ефекте неких акција зарад смањења проблема које резултирају у стимулацији њиховог умножавања. Најпознатији пример је идеја да еколошки системи могу да испољавају ефекат хидре када „већа стопа смртности одређене врсте на крају резултира повећањем броја јединки те врсте”. Ова хипотеза има повезаности са покушајима искорењивања штеточина. Постоји и индикација да смањење стопе смртности може смањити популацију.
Ефекат хидре се користи и за објашњење негативних исхода када се укину торент сајтови, што резултира настанком више њихових инкарнација, а такође га и противници рата против дроге и циљаног убијања називају контрапродуктивним ефектом. Током 2016. године, сајт torrentz је прекинуо своје пословање без додатних информација за узрок нестанка. Међутим, у року од две недеље, настала су три нова торент сајта који су створени као замена за torrentz, који важи за савршен пример ефекта хидре.